# Gustav Metzeroth
Gustav Philipp Metzeroth (* 5. September 1809 in Weimar; † 19. November 1867 in Gotha) war ein deutscher Kupferstecher.

## Leben
Gustav Metzeroth entstammte der thüringischen Handwerker- und Künstlerfamilie Metzeroth/Metzrodt/Metzerott. Sein jüngerer Bruder war Bernhard Metzeroth. Metzeroth besuchte die Fürstliche freie Zeichenschule Weimar, die unter dem Protektorat Johann Wolfgang von Goethes stand und seinerzeit von dem Maler Heinrich Mayer geleitet wurde. Metzeroth erhielt die Große Medaille für ausgezeichnete Leistungen. Auf Goethes Vorschlag wurde er zum Hilfslehrer an der Kunstschule ernannt. Er konnte dieses unbezahlte Ehrenamt nur kurze Zeit ausüben, da er nach dem Tod seines Vaters die Sorge um seine Mutter und Geschwister übernehmen musste.
Metzeroth wandte sich der Kupferstecherkunst zu. Er arbeitete zunächst an Friedrich Justin Bertuchs Bilderbuch für Kinder mit. 1830 kam er an das Bibliographische Institut von Joseph Meyer in Hildburghausen. Hier wirkte er 24 Jahre lang, zuerst als Porträtstecher an der Gallerie der Zeitgenossen, dann als Stecher großer Kunstblätter.
Im April 1854 wanderte er mit seiner ganzen Familie in die USA aus. Zunächst fand er eine Anstellung in S. M. Butlers Kunstanstalt in Philadelphia. Im Frühjahr 1855 wurde er Mitarbeiter bei der US-amerikanischen Küstenvermessung United States Coast Survey Office. Er stach eine Reihe der offiziellen Hafen-Karten der Vereinigten Staaten. Als Gemeinschaftsleistung der Familie erschien die Mappe Metzerott's Views of Washington.
Während des Sezessionskrieges ließ er sich im Sommer 1863 für einen Heimatbesuch in Deutschland beurlauben. Als ihm dabei eine Anstellung an der Geographischen Anstalt von Justus Perthes in Gotha angeboten wurde, zog er es vor, in Deutschland zu bleiben. Er war zuletzt Direktor der Kupferdruckerei von Justus Perthes, die damals mit 22 Kupferdruck-Pressen arbeitete.
Er starb jedoch schon 1867 im Alter von 58 Jahren.
1831 hatte er die Witwe Maria Kirchhof, geb. Keßler/Kessler (1797–1858) geheiratet. Das Paar hatte die drei Söhne Wilhelm Gustav (1831–1884), Robert (1836–1910) und Carl (1838–1910) sowie eine Tochter Elisabeth. Wilhelm Gustav blieb in den USA, wo er in Washington, D.C. eine erfolgreiche Musikalienhandlung aufbaute und zum Stammvater der amerikanischen Familie Metzerott wurde. Robert und Carl, beide ebenfalls Kupferstecher, kehrten nach Deutschland zurück und wirkten im Bibliographischen Institut. Carl Metzeroth machte sich in Hildburghausen mit dem Unternehmen Kartographisches Institut und Kunstanstalt Carl Metzeroth selbständig.

## Werke

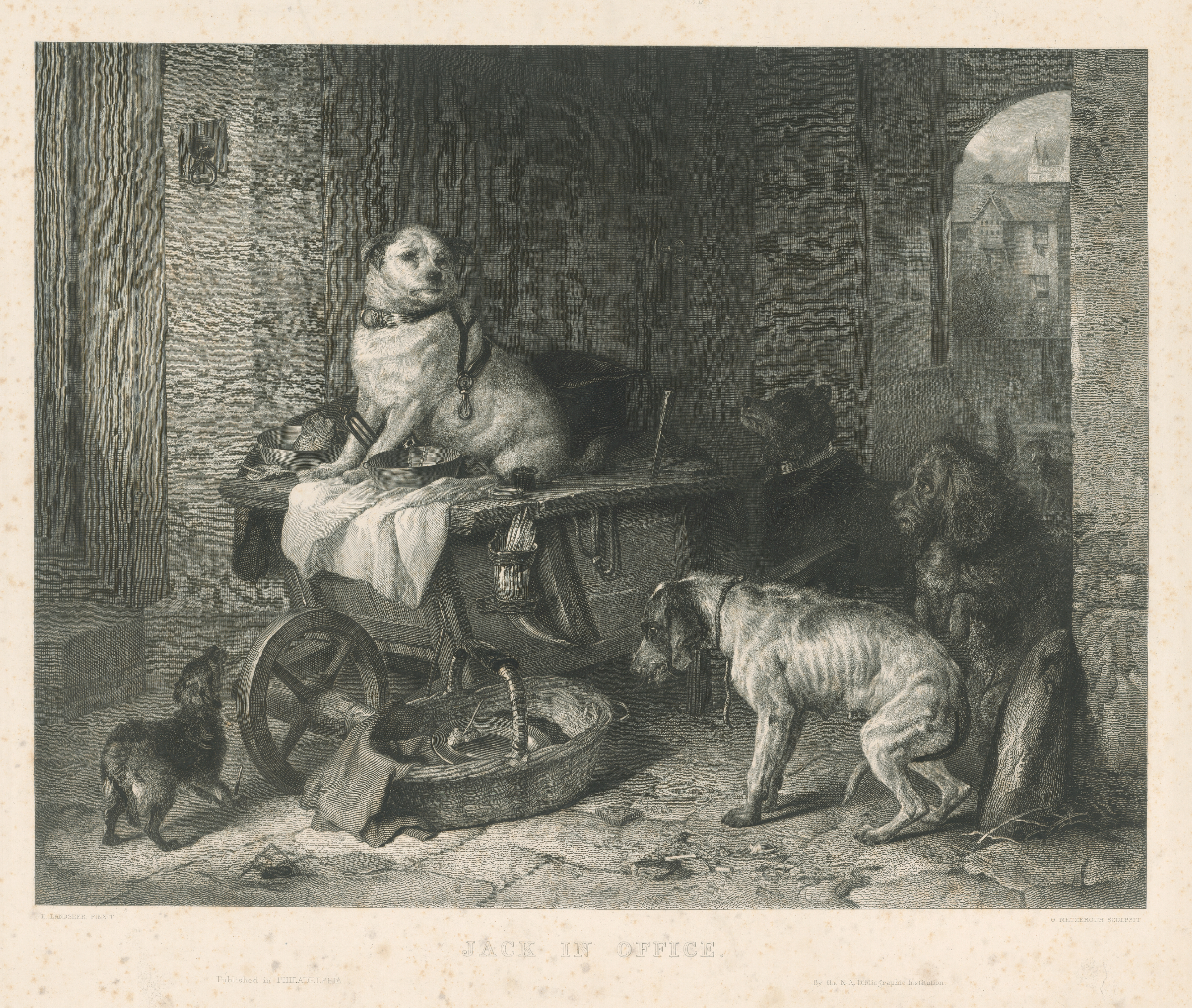
Jack in office

- Napoleon im Krönungsornat nach François Gérard
- Im Amt = Jack in office, nach Edwin Landseer
- Porträt  Jenny Lind
- Metzerott's Views of Washington